# Gibbaranea gibbosa
Gibbaranea gibbosa – gatunek pająka z rodziny krzyżakowatych (Araneidae). Zamieszkuje Azję i Europę, w tym Polskę.

## Systematyka

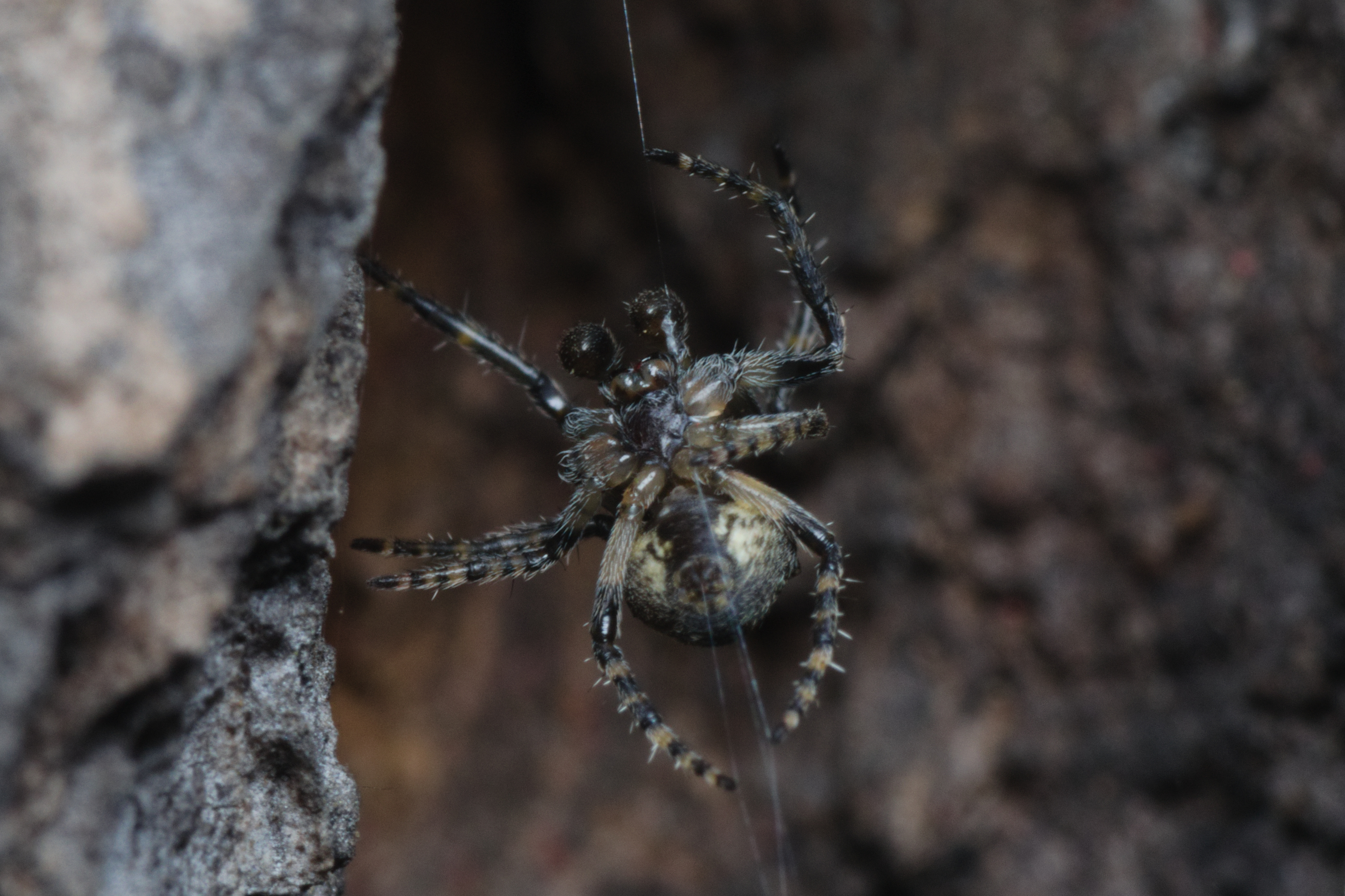
Samiec na nici, widok od strony brzusznej

Takson został opisany po raz pierwszy przez Charlesa Athanase’a Walckenaera w 2. tomie pracy Faune parisienne, Insectes ou Histoire abrégée des insectes de environs de Paris [...] (1802, s. 190) jako Aranea gibbosa (fr. Araignée bossue). Autor napisał we wspomnianym dziele, że znalazł „ten ładny gatunek” (w oryg. fr. cette jolie espèce) wiosną w ogródku warzywnym. Opisał tamże również takson Aranea bicornis, który został później uznany za tożsamy z Gibbaranea gibbosa. W 1805 roku Charles Athanase Walckenaer opisał oba wspomniane taksony jako Epeira gibbosa i Epeira bicornis. W 1837 roku Carl Ludwig Koch opisał ten takson jako Epeira arbustorum. Roger de Lessert w 1910 roku przeniósł takson do rodzaju Araneus i nazwał go Araneus gibbosus. Hermann Wiehle w 1931 roku oraz Pencho Drensky opisali takson jako Aranea gibbosa. Rodzaj Gibbaranea, w którym takson obecnie się znajduje, wyodrębnił Allan Frost Archer w 1951 roku; poza omawianym taksonem do nowego rodzaju włączył jeszcze dwa gatunki: Gibbaranea ullrichi oraz Gibbaranea omoeda.

## Charakterystyka
Wygląd zewnętrzny: prosoma i sternum ciemnobrązowe. Odnóża jasnobrązowe z ciemnym obrączkowaniem. Opistosoma wydłużona, owalna, bardzo zróżnicowana kolorystycznie, jasnobrązowa, zielonkawo-szara, szaro-zielona, czasami z białą krawędzią, rzadko czerwono-brązowa. Wysokie guzki grzbietowe skierowane do góry. Nogogłaszczki samca zaopatrzone w małe apofyzy medialne. Epigynum ze scapusem.
Rozmiary: długość ciała samca: 5,5–6 mm, długość ciała samicy: 7–8 mm.

## Występowanie
Występuje w Europie (m.in. w Puszczy Białowieskiej) i Azji (z pominięciem Chin), na Kaukazie, w tym w Azerbejdżanie i Turcji.
Typowy habitat to drzewa i krzewy w lasach, (stwierdzono go m.in. na pniu wysokości 8 m), był notowany także na skrajach lasów oraz na stojącym martwym drewnie; głównie na ciepłych równinnych terenach. Prawdopodobnie nie jest gatunkiem rzadkim, jednak może być trudny do obserwacji.